# Stazione di Pantano Borghese
La stazione di Pantano Borghese era una stazione ferroviaria posta inizialmente sulla ferrovia Roma-Fiuggi-Alatri-Frosinone e dal 1984 sulla Roma-Pantano, divenuta poi Roma-Giardinetti. Serviva le località di Laghetto e Pantano Borghese, situate parte nel comune di Roma e parte nel comune di Monte Compatri.

## Storia
La stazione di Pantano venne inaugurata il 12 giugno 1916 in concomitanza dell'apertura al servizio del tronco da Roma a Genazzano della ferrovia Roma-Frosinone.
A causa di lavori di raddoppio iniziati nel 1996, la stazione venne soppressa e sostituita da un nuovo impianto, aperto nel 2006 e richiuso due anni dopo a causa dei lavori di trasformazione per la linea C.
Nel 1999 venne chiuso anche il tratto Torrenova-Grotte Celoni per ammodernamenti.

## Strutture e impianti
La stazione disponeva di un fabbricato viaggiatori, dalla soppressione divenuto abitazione privata, di uno scalo merci e di 3 binari passanti serviti da banchine. Accanto al fabbricato di stazione trovavano posto i servizi igienici.
L'attiguo scalo merci era composto da un magazzino e da un piano caricatore. Non era presente il tronchino in quanto lo scalo utilizzava come binario di raccordo lo stesso binario 1.

## Servizi
La stazione disponeva di:
- Biglietteria a sportello
- Sala d'attesa
- Servizi igienici

## Interscambi
La stazione permetteva i seguenti interscambi:
- Fermata autobus (linee Cotral)